# Covenanter (char)
 (septembre 2016).
Si vous disposez d'ouvrages ou d'articles de référence ou si vous connaissez des sites web de qualité traitant du thème abordé ici, merci de compléter l'article en donnant les références utiles à sa vérifiabilité et en les liant à la section « Notes et références ».
Le Covenanter est un char de combat britannique de la Seconde Guerre mondiale. C'est le premier char Cruiser à recevoir un nom, donné d'après les Covenantaires, une faction religieuse écossaise du XVIIe siècle.

## Histoire
En 1938, le Ministère de la guerre britannique (War Office) émit un appel d'offres pour un char nouveau, mieux blindé, pour remplacer le Cruiser Mk IV. La proposition de Nuffield Organisation, l'A16, fut considérée comme trop chère et en 1939 un A13 Mk III meilleur marché fut choisi. La compagnie London, Midland and Scottish Railway (LMSR) conçut la caisse, Nuffield la tourelle et Henry Meadows le moteur.
Le 17 avril, avant même qu'un seul prototype ait été produit, les 100 premiers chars furent commandés à LMSR, et d'autres ordres suivirent bientôt, confiés à English Electric et Leyland Motors, pour une production totale de 1 771 unités. Nuffield fut aussi approché, mais préféra développer une version concurrente de l'A13, le Cruiser Mk.VI Crusader.
Pour que le char soit le plus bas possible, un moteur à cylindres à plat fut utilisé. Cela ne laissait aucune place pour les radiateurs dans le compartiment moteur. Ils furent donc placés à l'avant de l'engin à gauche, système conçu dans l'urgence qui provoqua de sérieux problèmes de refroidissement. De ce fait, le Covenanter ne put être utilisé durant la guerre du Désert : on envoya cependant en Afrique du Nord une poignée de ces chars pour évaluation, sans qu'on sache aujourd'hui précisément ce qu'ils devinrent.
Les Covenanter furent utilisés pour l'entraînement jusqu'à fin 1943, où ils furent jugés obsolètes et tous mis à la casse, à l'exception du modèle poseur-de-pont.

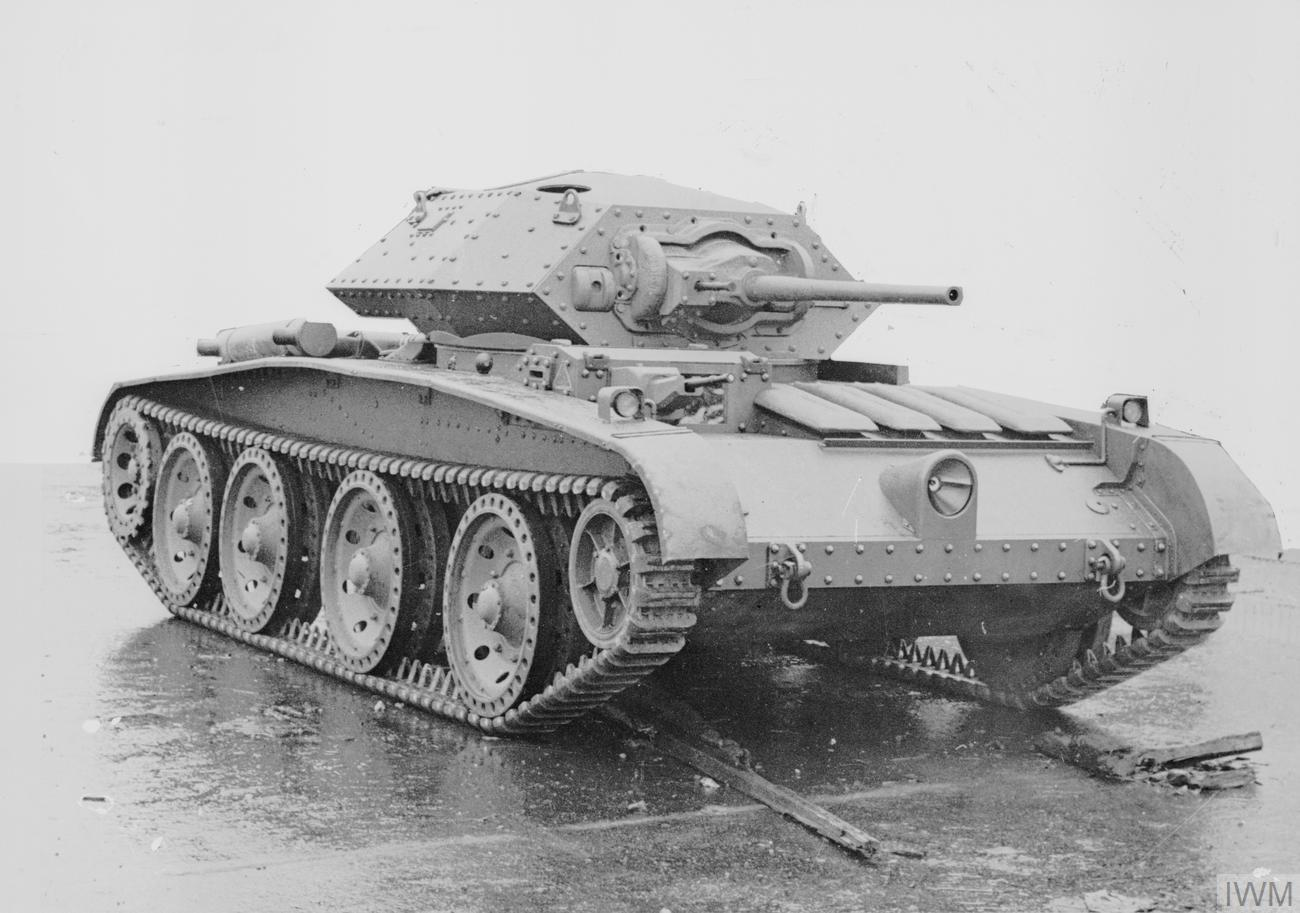
Un prototype. Remarquer le radiateur à gauche et le masque de canon du type char Valentine. La plupart des Covenanters eurent un meilleur masque, celui du Crusader (voir photo + haut).

## Histoire au combat
Presque aucun Covenanter ne quitta les îles Britanniques. La 1re division blindée britannique en fut équipée, mais à son envoi en Égypte, ils furent transférés à la 9e division blindée (en). Finalement, quelques-uns furent envoyés dans le désert pour essais. On ne sait pas s'ils combattirent.

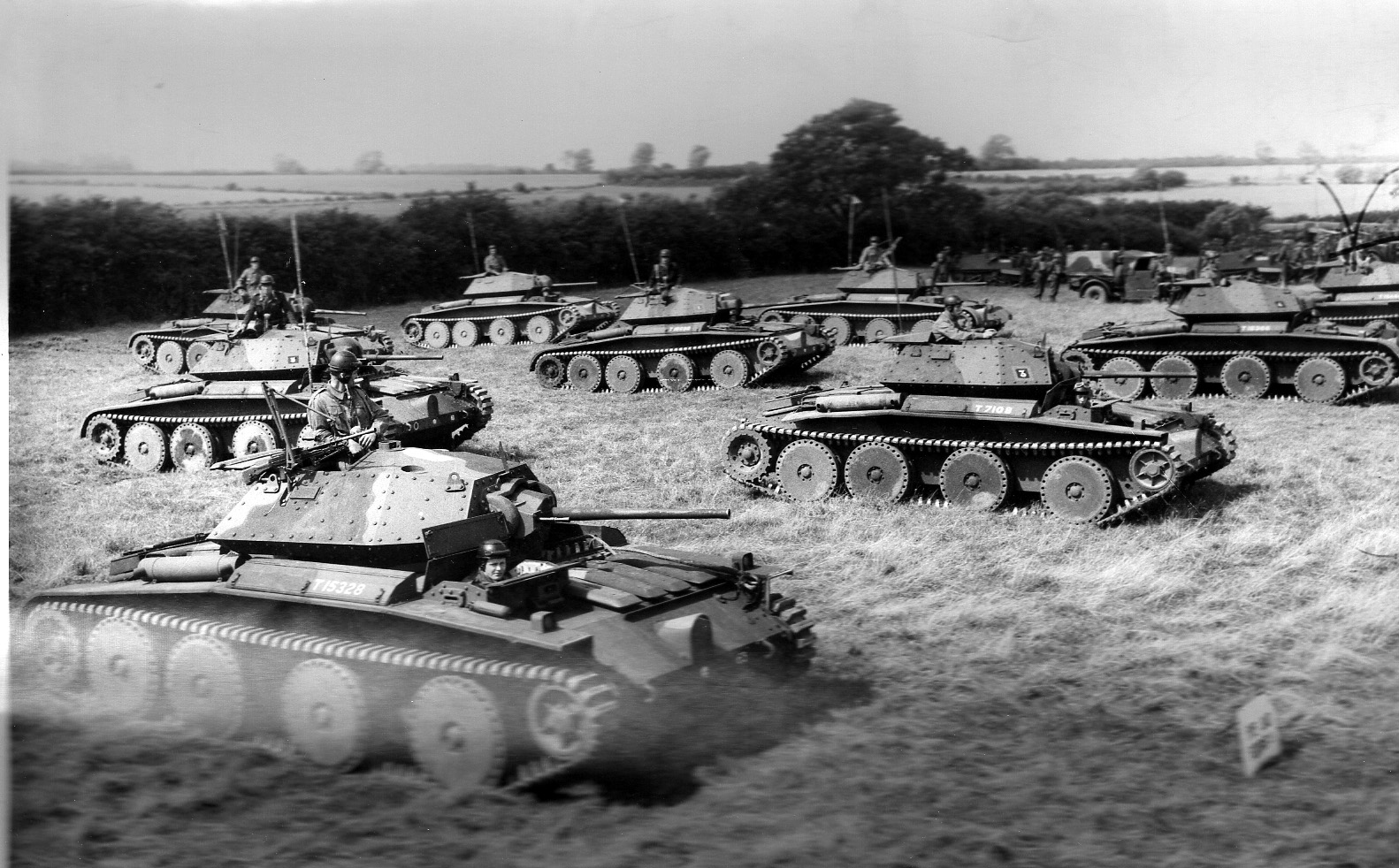
Covenanters d'une unité polonaise. Les roues sont celles du Cruiser Mk IV.

Des Covenanter furent aussi attribués à certaines unités polonaises formées au Royaume-Uni ; ils furent remplacés avant qu'elles soient envoyées au front. Le seul Covenanter perdu avec certitude face à l'ennemi fut détruit par un bombardement allemand le 31 mai 1942 à Cantorbéry.
Quelques Covenanter poseurs-de-pont furent utilisés par les forces australiennes dans la guerre du Pacifique.

## Modèles
Covenanter Mk I (Cruiser Mk V) : Modèle original.
- Covenanter Mk I CS (CS pour Close Support, soutien rapproché) : le canon est remplacé par un obusier de 3 pouces.

Covenanter Mk II (Cruiser Mk V*) : Un refroidissement à huile est ajouté.
- Covenanter Mk II CS : Avec obusier de 3 pouces.
- Version d'observation : elle avait un canon factice, deux radios no 19 et deux radios no 18.
- Version de commandement : canon factice et deux radios no 19.

Covenanter Mk III (Cruiser Mk V**) : Un refroidissement à huile de chaque côté du moteur. Embrayage modifié. Filtres à air internes à l'arrière. Pots d'échappement déplacés à l'arrière des capots des chenilles.
- Covenanter Mk III CS : Avec obusier de 3 pouces.

Covenanter Mk IV : Identique au Mk II avec l'embrayage du Mk III.
- Covenanter Mk IV CS : Avec obusier de 3 pouces.
- Version d'observation : Canon factice, deux radios no 19 et deux radios no 18.

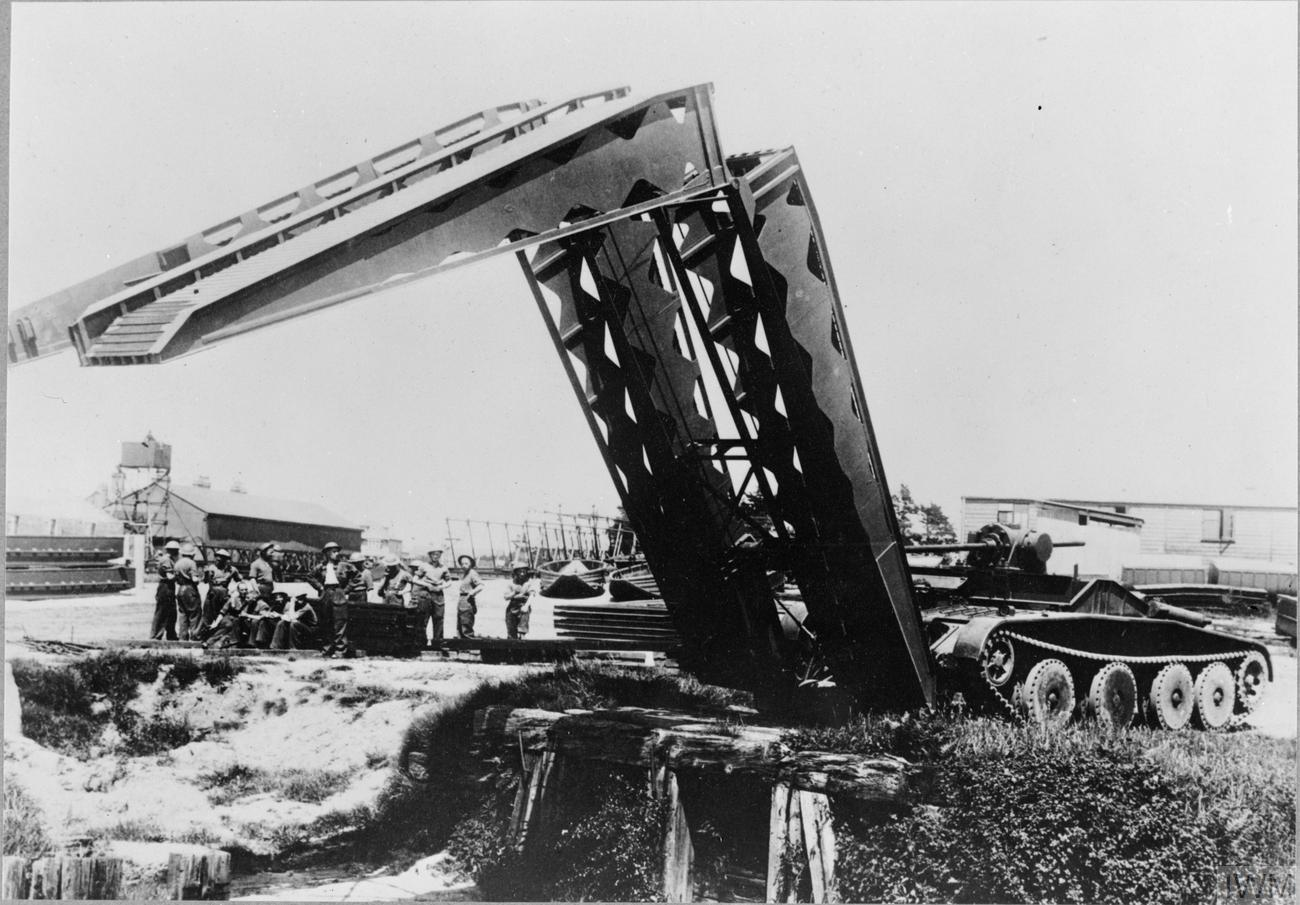
Covenanter poseur-de-pont.

Covenanter Bridgelayer : Une caisse de Covenanter portant un pont de  10,30 m, large de 3 m, capable de couvrir un espace de 9,15 m de large et de supporter 24 tonnes. En 1944 fut développé un pont amélioré, pouvant supporter 30 tonnes.
Covenanter ARV Mk I - (Armoured recovery vehicle, Véhicule d'assistance blindé) Un seul prototype, basé sur un Covenanter sans tourelle, fut produit en 1942.

### Équipements supplémentaires
- Anti-Mine Roller Attachment (AMRA) Mk IC : un système destiné au déminage, constitué de 4 rouleaux suspendus à un cadre. On pouvait augmenter leur poids en les remplissant d'eau, de sable, etc.